# Liste der Bodendenkmale in Neuensalz
In der Liste der Bodendenkmale in Neuensalz sind die Bodendenkmale der Gemeinde Neuensalz und ihrer Ortsteile nach dem Stand der Auflistung von Volkmar Geupel aus dem Jahr 1983 aufgelistet. Eventuelle Änderungen und Ergänzungen, insbesondere aus der Zeit nach der Wende, sind nicht berücksichtigt, da für Sachsen aktuell keine neueren allgemein zugänglichen Bodendenkmallisten vorliegen. Die Baudenkmale sind in der Liste der Kulturdenkmale in Neuensalz aufgeführt.
| Denkmal-ID | Fundart            | Ortsteil   | Bezeichnung                                                                     | Zeitstellung    | Lage                                                                         | Bemerkungen | Bild |
| ---------- | ------------------ | ---------- | ------------------------------------------------------------------------------- | --------------- | ---------------------------------------------------------------------------- | --- | ---- |
| ?          | Befestigung > Burg | Mechelgrün | Wasserburg „Wasserschloss“, „Wahlteich“, „Schloss“, „Schlossteich“, „Wallteich“ | Mittelalter     | südlich im Ort in der Rabenbachaue                                           | Niederungsburg, durch Schloss überbaut und verändert, ursprünglich umlaufender Graben im Norden, Westen und Südwesten zu Teich erweitert, an den anderen Seiten verfüllt, Schutz seit 15. Oktober 1959 |      |
| ?          | besonderer Stein   | Neuensalz  | Steinkreuz                                                                      | Spätmittelalter | westlicher Ortsteil, auf einer Grünfläche an der Hauptstraße                 | Schutz seit 19. November 1963 |      |
| ?          | besonderer Stein   | Thoßfell   | Steinkreuz                                                                      | Spätmittelalter | nordöstlich des Orts an der Gabelung der Straßen nach Gospersgrün und Treuen | Axteinzeichnung, Schutz seit 19. November 1963 |      |
| ?          | besonderer Stein   | Voigtsgrün | Kreuzstein                                                                      | Spätmittelalter | im Ort, nahe dem Kriegerdenkmal                                              | Schutz seit 24. Februar 1964 |      |